# 张尧学
张尧学（1956年1月—），男，湖南澧县人，中国计算机科学家，中国工程院院士，曾任中南大学校长。

## 生平
张尧学1976年10月至1978年10月，在湖南澧县余家台水电站工作，任测绘员。1978年10月进入陕西西北电讯工程学院（现西安电子科技大学）电子工程系学习，1982年7月毕业，获学士学位。1982年7月至1983年2月，在西安电子科技大学出国研究生预备班学习。1983年2月至1983年9月，在大连外国语学院日语培训班学习。1983年9月至1990年3月，在日本东北大学先后获硕士、博士学位。
1990年3月回国后任教于清华大学计算机系，历任教师、副教授，担任教研组副主任。1993年被聘为教授。1994年6月，任清华大学计算机系副系主任。1995年2月，评定为博士研究生导师。1995年7月至1995年10月，在美国麻省理工学院作访问教授。1995年10月至1997年11月曾兼任电子工业部计算机与信息化推进司副司长、全国电子信息系统推广与应用办公室副主任（挂职）。1997年11月至1999年6月，清华大学计算机系教授、博士生导师。1998年至1999年又兼任北京鼎新信息系统公司总经理。
1999年6月起任教育部科技司副司长（主持工作）、2000年6月任司长。2001年5月调任教育部高等教育司司长。2001年11月至2006年5月，兼任中央广播电视大学校长。2004年3月至2005年1月，参加中央党校一年制中青年干部培训班。2007年5月至2008年9月，任北京奥组委挂职总体策划部副部长。2007年，当选为中国工程院院士。2009年6月，出任国务院学位委员会办公室主任、教育部学位管理与研究生教育司司长。
2011年11月至2017年6月，接替黄伯云出任中南大学校长。

## 著作

### 论著
《计算机操作系统教程》、《计算机操作系统教程——习题解答与实验》、《UNIX操作系统》、《计算机网络与Internet教程》、《走进网络世界》、《中西文操作系统》。

### 散文
《侘寂天涯》，《水随天去》，《又见木兰》，《另一个清华：一位清华教授的留学散记》。

### 发明专利
共申请中国发明专利39项，美国发明专利3项。已获得中国发明专利授权23项。

### 论文
共发表论文200多篇。

## 研究领域
张尧学的研究领域包括计算机网络、操作系统、普适计算等，主要研究方向为透明计算和主动服务。主持完成了多项国家级科研、国际合作及重大产业化项目。他曾获得过国家科技进步奖二等奖（1998年、2001年）、国家技术发明奖二等奖（2004年）、何梁何利基金科学与技术进步奖（2005年）、国家自然科学奖一等奖（2014年）等奖励。。
目前主要的研究方向是透明计算和主动服务。透明计算主要是研究如何解决用户通过网络上的同一终端平台使用不同操作系统和相关应用，以及在不同终端平台上使用同一操作系统和相关应用。主动服务是按照用户需求，通过计算机对现有服务进行演化，从而提供尽可能满足用户需求的网络服务的一种计算方法。
透明计算获得国家自然科学奖一等奖受到广泛质疑。中国计算机学会在其官网发布一条名为“建议政府退出国家科技奖励评审”的建议，建议政府有关部门退出国家自然科学奖、技术发明奖和科技进步奖等奖项的评审工作。该网页之后被删除。针对这些质疑，张尧学给出了回应“让透明计算更“透明””。
2015年2月2日中午，网名为KraneSun的IT程师在知名开源代码软件平台Github发帖称尧学及其科研团队的上述获奖项目为“远程桌面项目”(Remote-desktop-client)，且涉嫌抄袭国外IT程师上传的开源代码软件。
2015年2月3日，张尧学公开“否认‘国家自然科学一等奖项目抄袭’” 。张尧学说成果演示视频是“透明桌面系统”，从2013年10月开始研发，是基于透明计算理念研发的应用原型之一。而“透明桌面系统”的研发成果并没有进入到2014年度国家自然科学一等奖“网络计算的模式及基础理论研究”的申报材料，该奖项的申报材料截止时间为2011年1月1日。
张尧学团队的声明声称透明桌面项目组在研发过程中遵循开源代码重用协议GPLv2，使用了部分开源代码，“这是一种合法的使用，也是软件行业公认的一种合理使用，不是‘抄袭’，更非‘盗用’”。声明称，目前透明桌面系统仍在研发之中，项目组承诺将继续遵循开源代码重用协议，会有步骤有计划地开放项目源代码。声明还表示，目前网络上出现的“抄袭”、“盗用”、“剽窃”等指责严重缺乏事实依据，已对项目组造成了极大伤害，产生了恶劣的影响，项目组成员保留依法予以追诉的权利。
2015年2月16日，参考消息报道：“港媒：加工程师否认中国科学奖得主剽窃其代码”。参考消息报道说：港媒称，一位开源软件的开发者说，中国最高科学奖项得主及其团队并不是“小偷”，这名得主领导的一个课题使用了这位开发者撰写的代码。据香港《南华早报》网站2月15日报道，加拿大多伦多的软件工程师约尔丹·约尔丹诺夫11日对《星期日邮报》的记者说：“我不想把他们使用我的项目的做法称为剽窃，因为我的授权协议允许在某些条件下使用这些源代码。”